# Ludovica Hesekiel

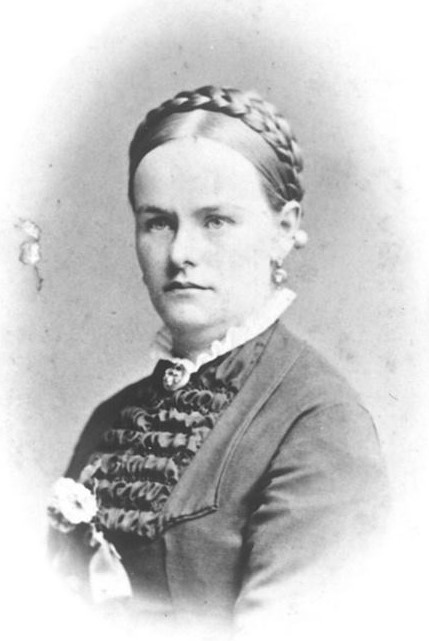
Hesekiel, ca. 1882

Ludovica Karoline Albertine Emanuele Hesekiel (* 3. Juli 1847 in Altenburg; † 6. April 1889 in Neustadt bei Coburg) war eine deutsche Schriftstellerin.

## Leben
Ludovica Hesekiel wurde als Tochter des Journalisten George Hesekiel und dessen Ehefrau Elisabeth geboren. Ihr Großvater war der Schriftsteller Leberecht Förster. Durch ihren Vater wurden die Dichter Ludwig Tieck und Emanuel Geibel ihre Taufpaten.
Nach dem Gymnasium wurde sie Assistentin ihres Vaters, der auch als Redakteur für historische Artikel bei Pierer’s Universal-Lexikon tätig war, hierbei erwarb sie ein enormes Fachwissen, was ihr dann als Schriftstellerin zugutekam. Ihr gesamtes literarisches Werk (Erzählungen, Romane, Lebensbilder) veröffentlichte sie unter ihrem Geburtsnamen.
Nach dem Tod des Vaters lebte Ludovica mit ihrer Familie in Potsdam. Sie stand dort in regem Briefwechsel mit Theodor Fontane, der zu dieser Zeit an Schach von Wuthenow arbeitete.  Hesekiels Romane und Erzählungen wurden vorwiegend in Romanzeitungen veröffentlicht.

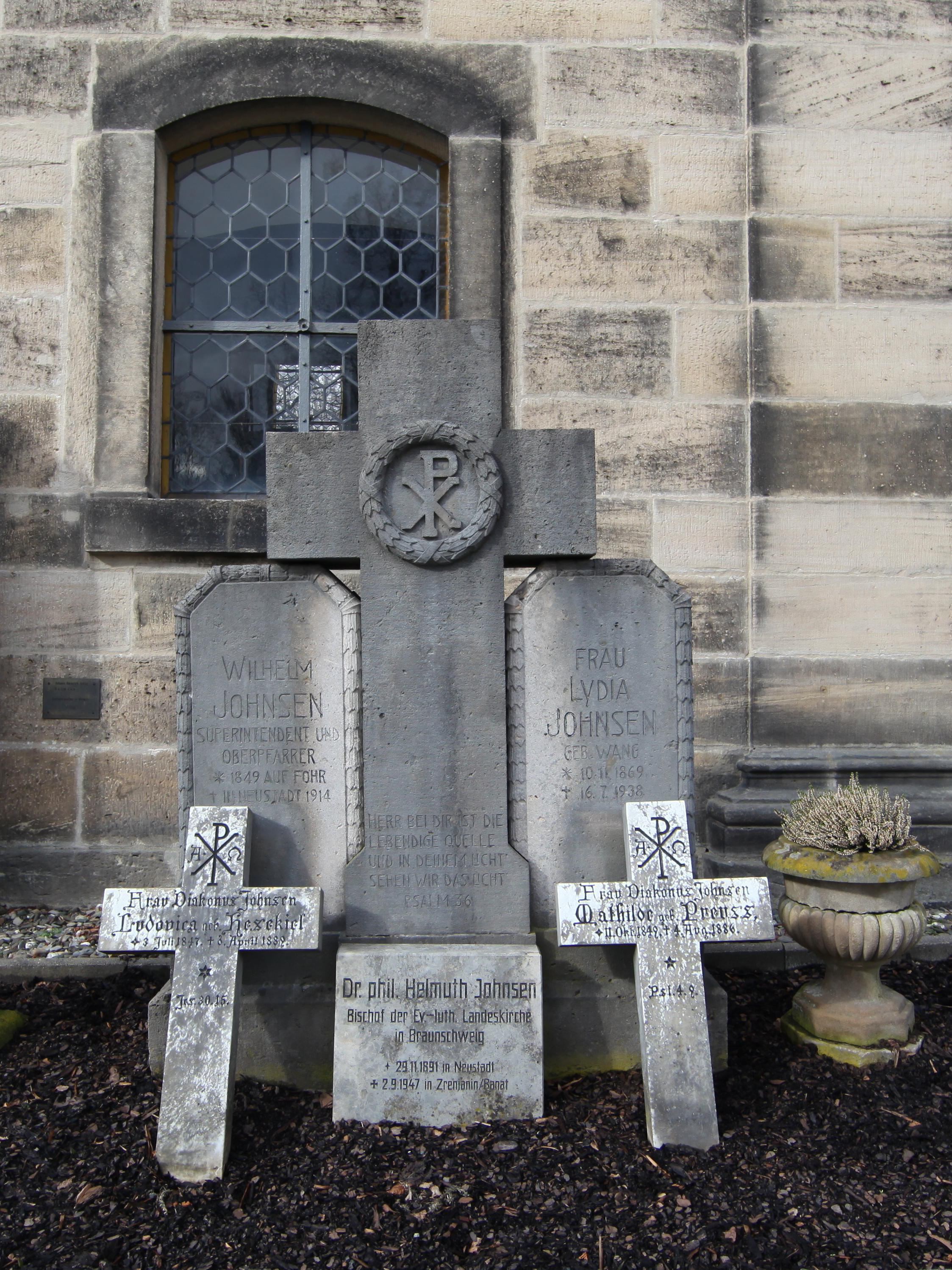
Grabkreuz links unten, Friedhof in Neustadt

Als Hesekiel mit 40 Jahren 1887 den verwitweten Pfarrer Wilhelm Johnsen (1849–1914) heiratete, zog sie mit ihrem Ehemann und dessen Kindern (darunter der spätere Mineraloge Arrien Johnsen) nach Neustadt bei Coburg. Zwei Jahre später starb sie am 6. April 1889 im Alter von 41 Jahren.
Im Familien- und Freundeskreis wurde Ludovika überwiegend Ludchen genannt.

## Werke
- Eine brandenburgische Hofjungfer. Historischer Roman aus Joachim Nestor's Tagen. 3 Bände. Janke, Berlin 1868. (Digitalisat Band 1), (Band 2), (Band 3)
- Speise und Trank. Ein deutsches Kochbuch. Berlin 1870. (Gemeinsam mit ihrem Vater George Hesekiel.)
- Lenz Schadewacht. Historischer Roman aus der Brandenburgischen Geschichte. 4 Bände. Janke, Berlin 1871. (Digitalisat Band 1), (Band 2), (Band 3), (Band 4)
- Barackenleben. Skizzen aus dem Berliner Militair-Lazareth 1870-1871. Janke, Berlin 1872. (Digitalisat)
- Von Brandenburg zu Bismarck. Roman aus der Gegenwart., 2 Bände. Wedekind & Schwieger, Berlin 1873.
- Unter'm Sparrenschild. Roman. 3 Bände. Janke, Berlin 1877. (Digitalisat Band 1), (Band 2), (Band 3)
- Die Exulanten. Drei Erzählungen. Klein, Barmen 1880.
- Elisabeth Luise, Königin von Preußen, Gemahlin König Friedrich, Wilhelm IV. Ein Lebensbild. Wiegand & Grieben, Berlin 1881.
- Zünftig. Roman. 3 Bände. Janke, Berlin 1881.
- Lottchen Lindholz. Eine Berlinische Geschichte aus dem 17. Jahrhundert. 2 Bände.  Janke, Berlin 1882. (Digitalisat Band 1)
- Prinz Wilhelm. Eine Erzählung aus stiller Zeit. Janke, Berlin 1883.
- Gott mit uns! Vaterländische Erzählungen. Janke, Berlin 1883.
- Alaaf Köln. Roman. 2 Bände. Janke, Berlin 1884. (Digitalisat Band 1), (Band 2)
- Deutsche Träumer. Vaterländischer Roman. Janke, Berlin 1884. Zuerst in: Deutsche Romanzeitung 1878 Bd. 4.
- Excellenz. Erzählung. Janke, Berlin 1886.
- Aus Dur und Moll. Erzählungen. 3 Bände. Janke, Berlin 1886. (Digitalisat Band 1)
- Fromm und Feudal. Roman. 3 Bände. Janke, Berlin 1886. (Digitalisat Band 1), (Band 2), (Band 3)
- Agnes Fürstin Reuß jüngere Linie geb. Herzogin zu Württemberg. Ein Lebensbild. 1887.[1]
- Templer und Johanniter. Roman 2 Bände. Costenoble, Jena 1887. (Digitalisat Band 1)
- Jesus, meine Zuversicht. Aus dem Leben der Kurfürstin Luise Henriette. (Vaterländische Geschichts- und Unterhaltungs-Bibliothek, Bd. 10) Woywod, Breslau 1888.
- Nürnberger Tand. Eine Geschichte aus dem fünfzehnten Jahrhundert. 2 Bände. Costenoble, Jena 1888. (Digitalisat Band 1), (Band 2)
- Andernach und Clairvaux. Roman. 2 Bände. Costenoble, Jena 1890.